# Eva Beckman
Eva Birgitta Beckman, född 14 mars 1964 i Torsåkers församling, Västernorrlands län, är en svensk journalist och programledare. Sedan 2020 är hon programdirektör på Sveriges Television (SVT), där hon tidigare varit programbeställare för kultur, fakta, evenemang och religion (2017–2020), kulturchef (2010–2016) och tidigare arbetat som kulturreporter. Hon anställdes på SVT 1999.

## Biografi
Beckman har bland annat varit programledare för de två kulturprogrammen Centrum och Beckman, Ohlson & Can samt gjort en film om Sonja Åkesson. Hennes utbildning är fil kand, (kulturvetarlinjen med idéhistoria som huvudämne), Poppius journalistskola och Dramatiska Institutets radiolinje.
Hon har varit producent och programledare för två program av K special. I övrigt har hon synts i bland annat Kulturnyheterna, Kobra, Babel, K2, Nästa Nybroplan, Jag är levande och Tusen och en kväll. Dessutom har hon medverkat i olika program i Sveriges Radio P1, där hon var anställd innan hon gick över till SVT.
Mellan 2017 och 2023 har hon varit domare i Kulturfrågan Kontrapunkt, som sänds i SVT1.
Beckman växte upp i byn Prästmon i Ångermanland. Hon är dotter till författaren Erik Beckman och syster till Åsa Beckman.